# أغسطس واشنطن
أغسطس واشنطن (بالإنجليزية: Augustus Washington)‏ هو مصور وسياسي أمريكي وليبيري، ولد في 1820 بترنتون في الولايات المتحدة، وتوفي في 7 يونيو 1875 بمونروفيا في ليبيريا. انتخب عضو مجلس نواب ليبيريا وانتخب عضو مجلس شيوخ  ليبيريا ‏.

## معرض صور

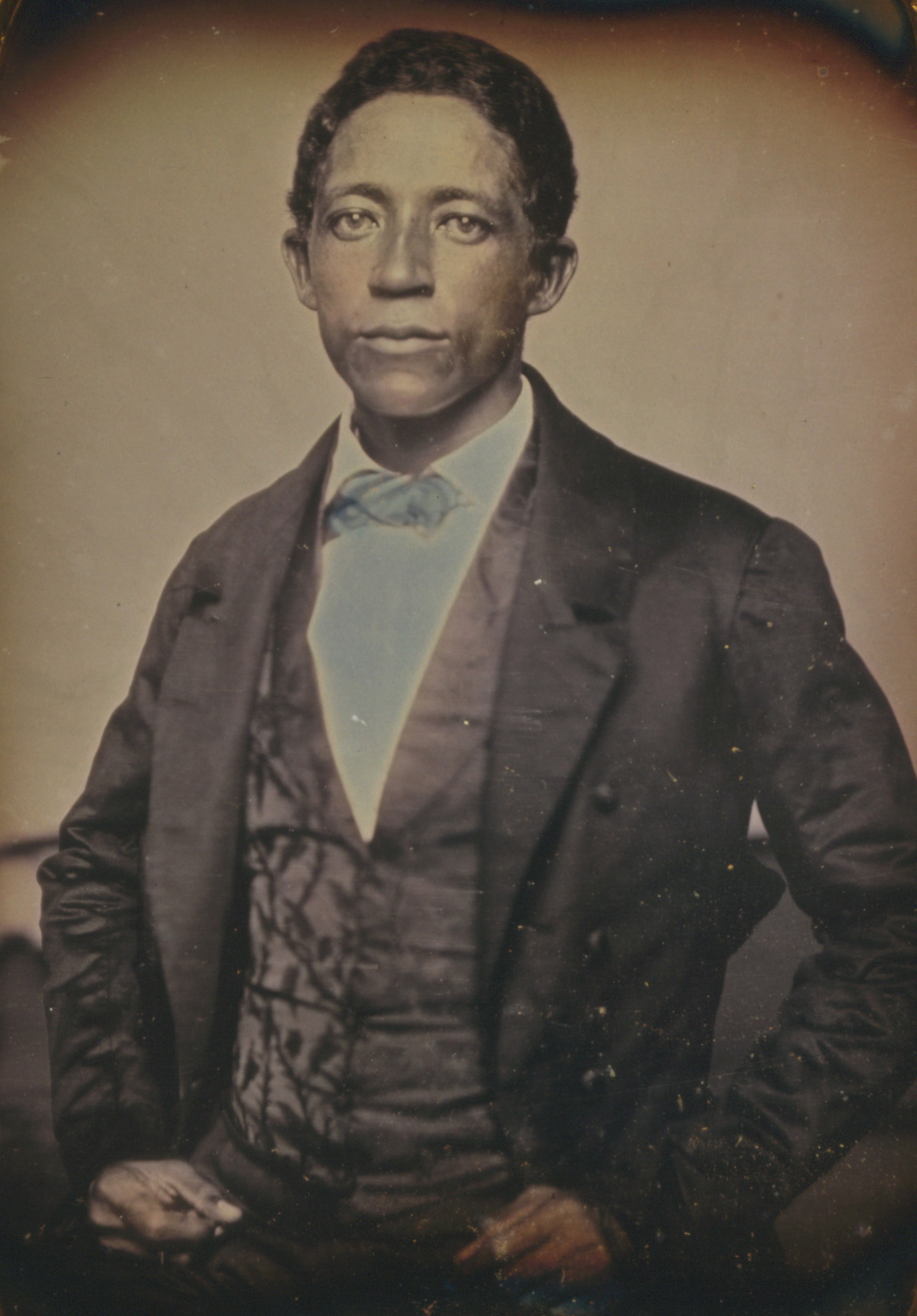
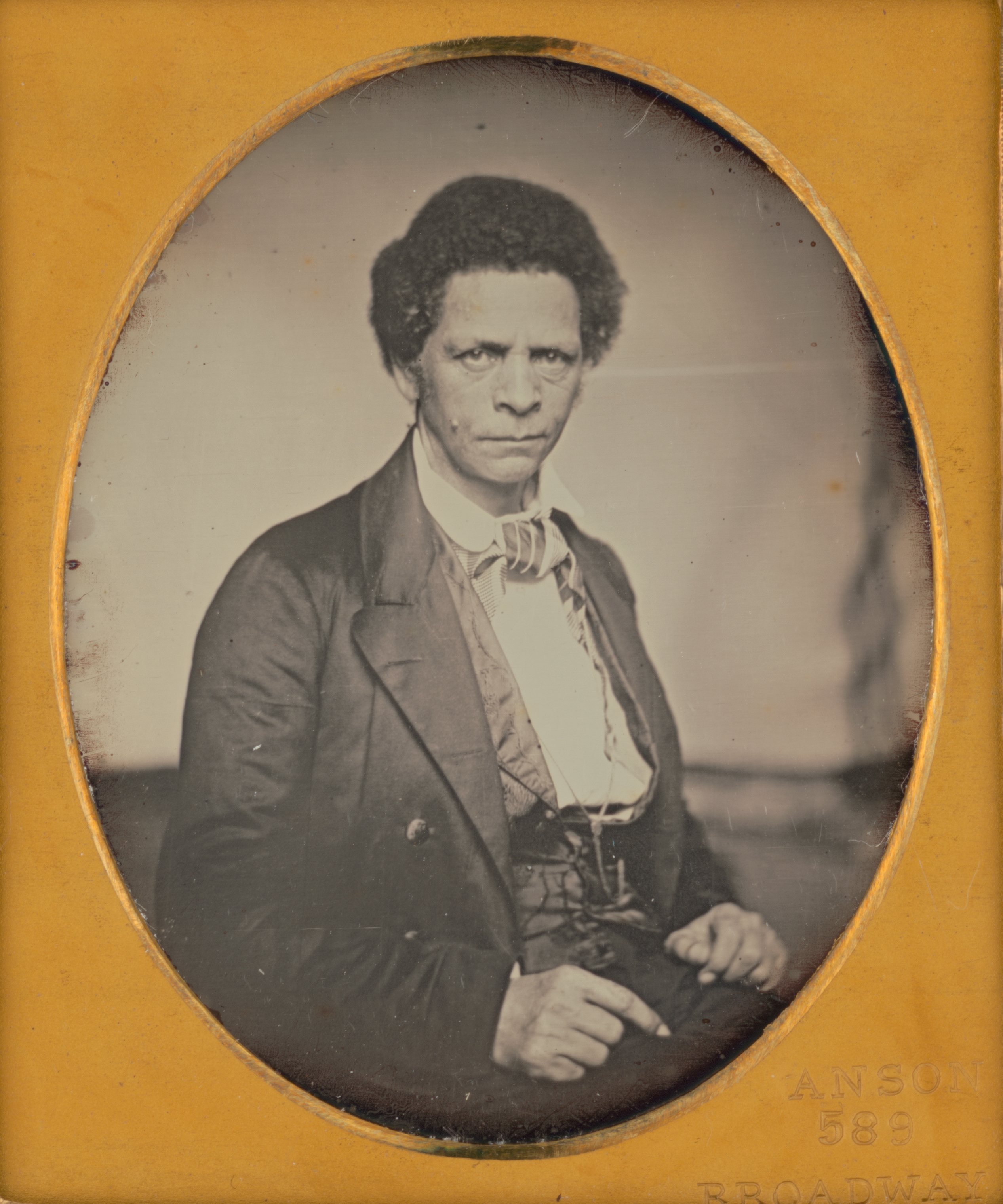
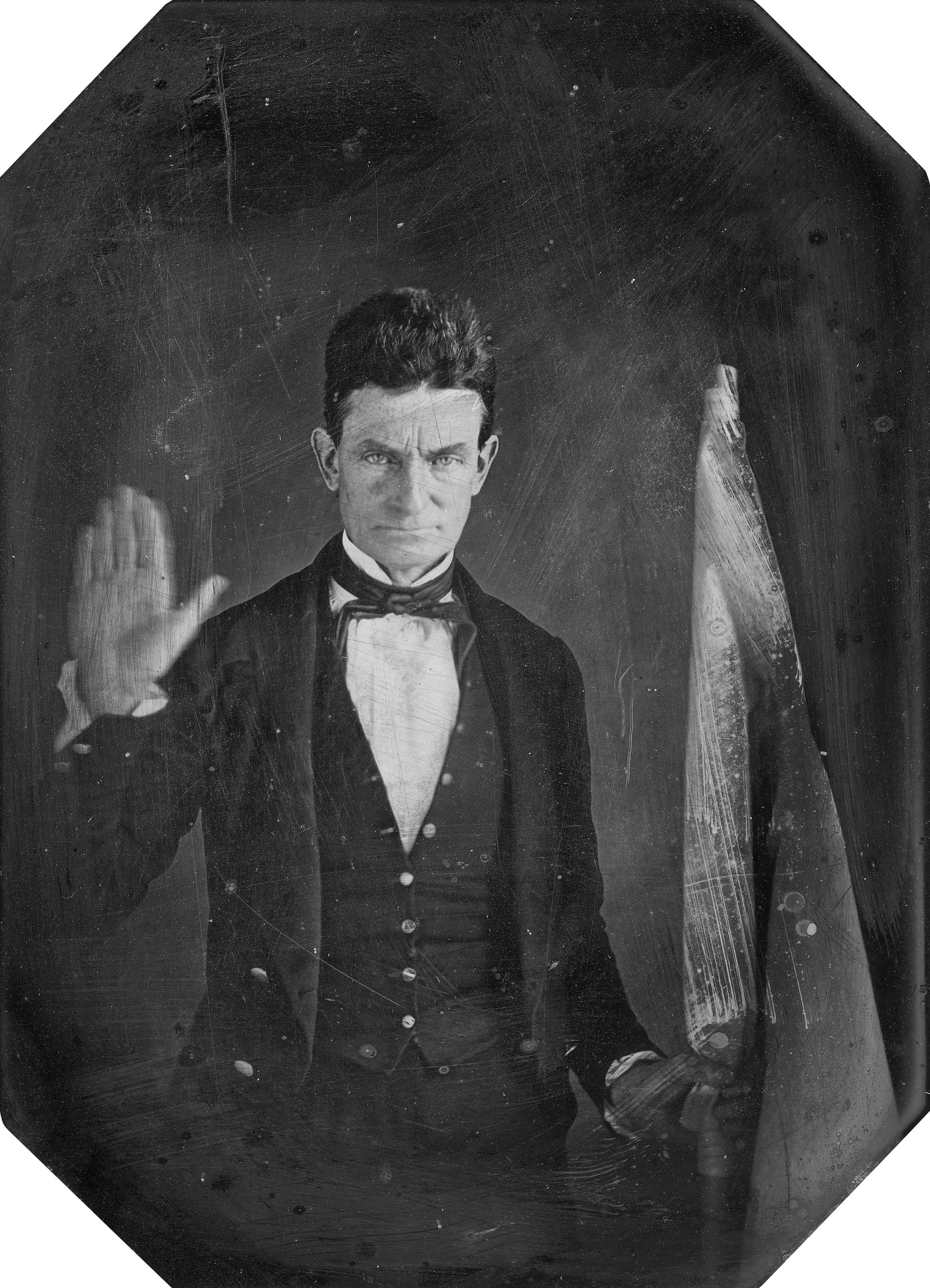
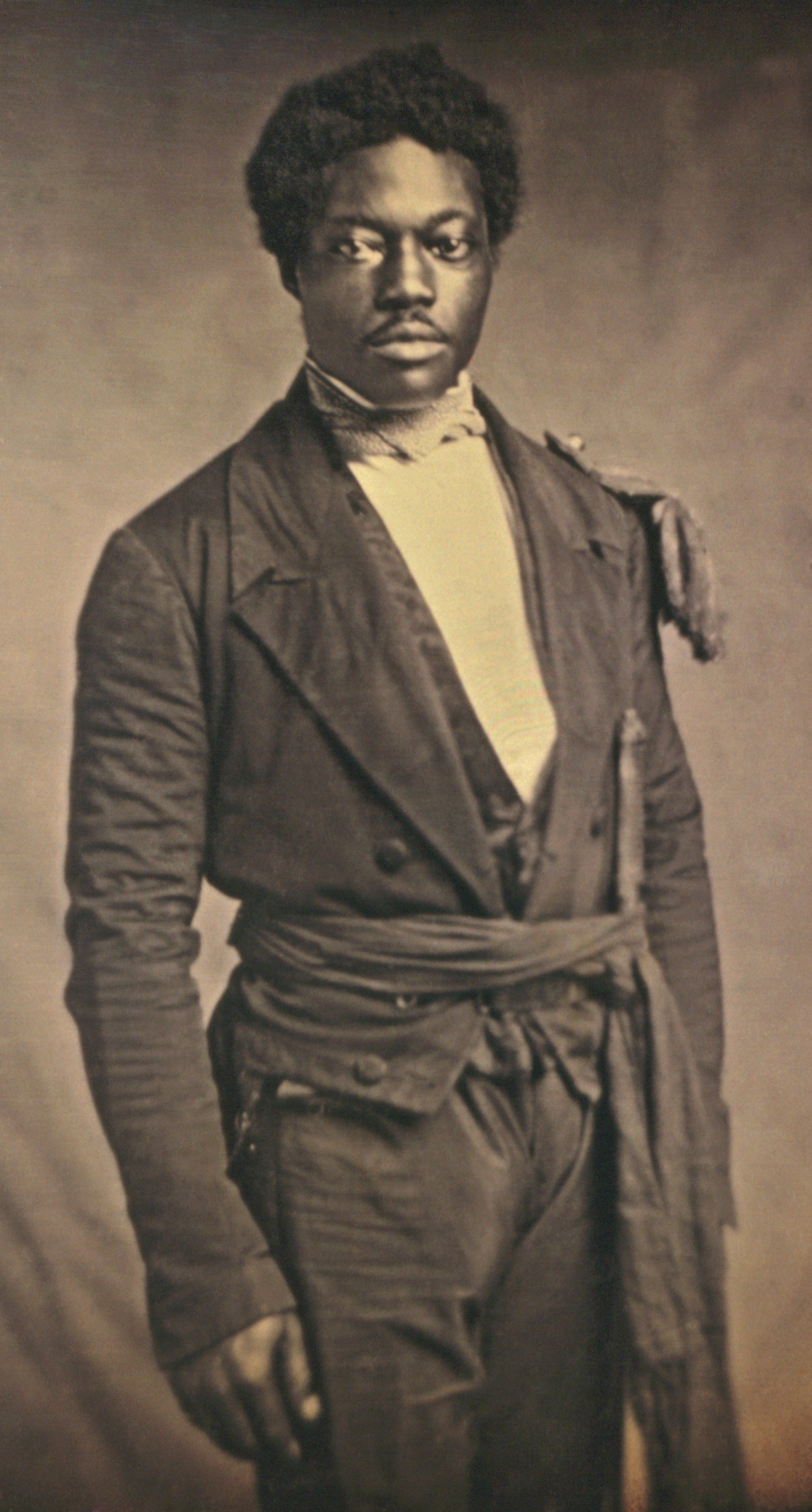